# 克里斯托弗·派克

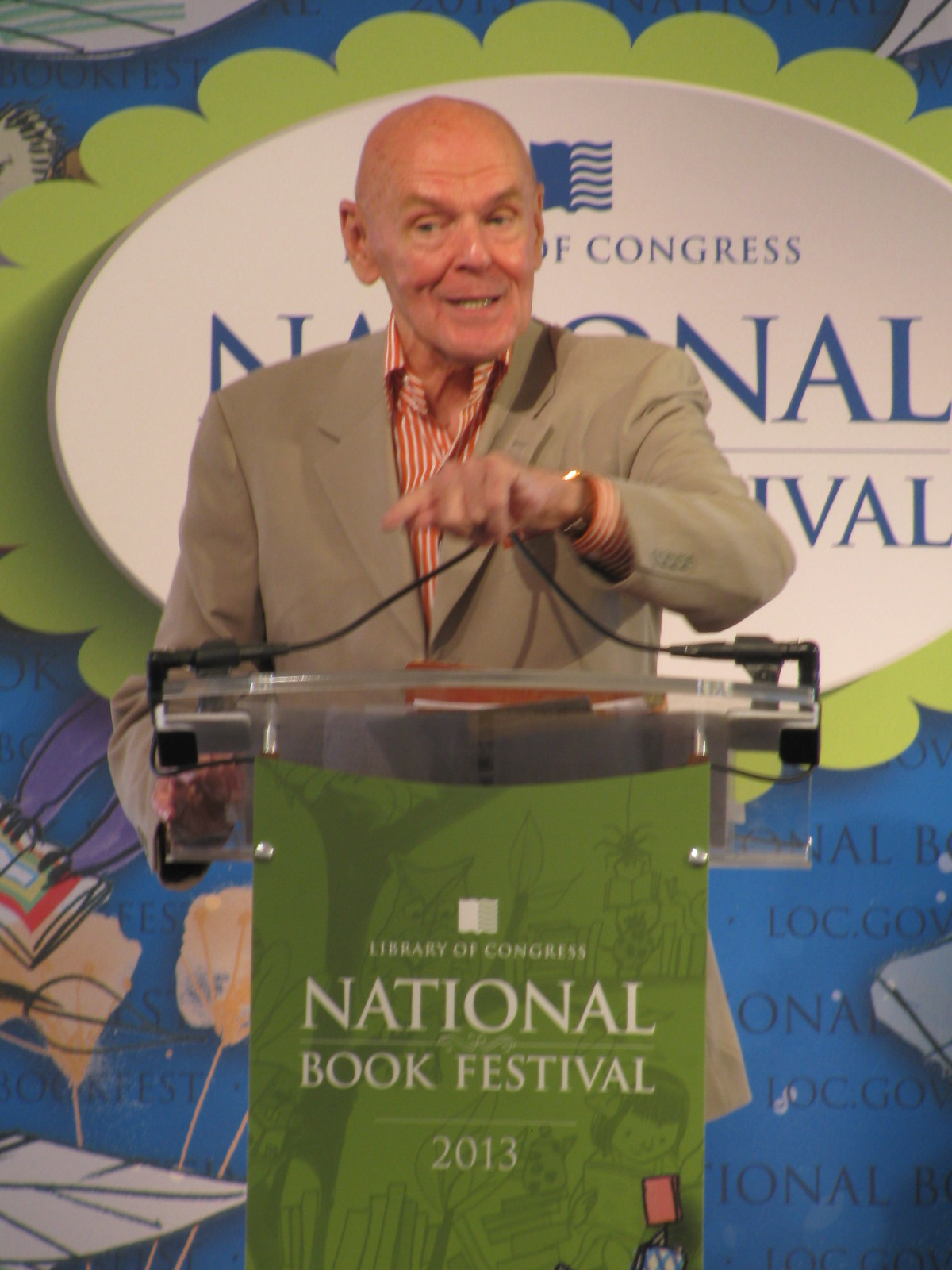
克里斯托弗·派克

克里斯托弗·派克（1955年11月12日-） 是一位美国儿童文学小说、青年文学小說以及驚悚小說作家。他曾短暂上过大学，之后辍学并从事諸如房屋粉刷和计算机编程等工作。後來開始轉行寫青少年惊悚小说。他主要与西蒙與舒斯特出版公司合作。 1996年11月25日，派克的小说被改编成電視影片。 